# Camalaniugan
Camalaniugan (Bayan ng Camalaniugan) är en kommun i Filippinerna. Kommunen ligger på ön Luzon, och tillhör provinsen Cagayan. Folkmängden uppgår till 21 186 invånare.

## Barangayer
Camalaniugan är indelat i 28 barangayer.
| - Abagao - Afunan Cabayu - Agusi - Alilinu - Baggao - Bantay - Bulala - Casili Norte - Catotoran Norte - Centro Norte (Pob.) - Centro Sur (Pob.) - Cullit - Dacal-Lafugu - Dammang Norte | - Dugo - Fusina - Gang-ngo - Jurisdiction - Luec - Minanga - Paragat - Tagum - Tuluttuging - Ziminila - Casili Sur - Catotoran Sur - Dammang Sur (Felipe Tuzon) - Sapping |